# Белов, Отто фон
О́тто Эрнст Винцент Лео фон Бе́лов (нем. Otto Ernst Vinzent Leo von Below; 18 января 1857, Данциг — 9 марта 1944, Гёттинген) — германский военный деятель, генерал пехоты, участник Первой мировой войны.

## Биография
Сын генерал-майора, с 1875 года в армии, с 1884 по 1889 год учился в Военной академии. В 1889 году, получил назначение в Генштаб. Затем на различных командных должностях, начинал как командир роты. Командовал пехотными батальоном, полком, бригадой.
В 1912 году назначается командиром 12-й пехотной дивизии.
С началом Первой мировой войны, командующий армейским корпусом. Воевал на Восточном фронте, в Восточной Пруссии. В августе 1914 года командовал 1-м резервным корпусом в битве при Гумбиннене — первом сражении Первой мировой войны на восточном фронте. Оно завершилось победой русских войск и отходом германских частей.
В ноябре 1914 года, после успешных действий корпуса под командованием Белова, его назначают командующим 8-й армией. Провёл удачную операцию зимой 1915 года, по окружению русских войск во время Мазурского сражения. В марте 1915 года награждён орденом Pour le Merite.
В мае назначен командующим Неманской армией. Во главе Неманской армии действовал в ситуации «один на один» против 5-й армии П. А. Плеве в ходе Митаво-Шавельской операции в июле — начале августа 1915 г. В ходе кампании 1915 года добился со своей армией значительных успехов, занял обширную территорию и вынудил отступать 5-ю русскую армию.
В конце 1915 года опять назначен командующим 8-й армией.
С октября 1916 года переведён на Салоникский фронт, в Македонию.
В марте 1917 года переведён на Западный фронт, назначен командующим 7-й армией, его армия участвовала в отражении наступления Нивеля.
Осенью 1917 года опять переведён, на этот раз, на Итальянский фронт, назначен командующим 14-й армией, состоявшей из австро-венгерских и германских дивизий. Под его командованием проведена успешная битва при Капоретто, в которой итальянская армия была разгромлена и оттеснена на 70—110 км в глубь Италии. После успешного наступления при Капоретто, в начале 1918 года, назначен командующим 17-й армией. Его армия участвовала в наступлении в Пикардии, с ней фон Белов продвинулся на 18 км, вглубь обороны союзников. Во время Амьенской операции был вынужден начать отвод армий из-за угроз с флангов.
С октября 1918 года — командующий 1-й армией в Шампани, в заключительные дни войны был назначен главнокомандующим германскими войсками на Западном фронте.
После войны вышел в отставку.

### Награды
- Железный крест (1914) 2-го и 1-го класса (Королевство Пруссия)
- Орден «Pour le Mérite» с дубовыми листьями
  - орден (16 февраля 1915)
  - дубовые листья (27 апреля 1917)
- Орден Чёрного орла (15 ноября 1917)
- Военный орден Максимилиана Иосифа большой крест (4 ноября 1917) (Королевство Бавария)